# 태풍 초이완 (2009년)
태풍 초이완(태풍 번호: 0914, JTWC 지정 번호: 15W, 국제명:CHOI-WAN)은 2009년에 북서태평양에서 14번째로 발생한, 사피어-심프슨 허리케인 등급 제5등급의 매우 강한 태풍이다.

## 태풍의 진행
이른 9월 11일, 미국 합동태풍경보센터에서는 괌 섬 약 1100 km 동쪽에서 넓은 저기압 순환 지대가 나타난 이후 계속 주시해오고 있었다. 이후 열대저기압 발생 경고가 내려졌고 일본 기상청(JMA)와 미국 합동태풍경보센터(JTWC)는 이 저기압을 2005년 제15번째 열대저기압으로 이름을 붙였다. 이 열대 저기압은 서쪽으로 계속 이동해오면서 날짜변경선 동쪽에, 그리고 남쪽 끄트머리에 있는 아열대성 고기압대를 따라 이동했다. 9월 12일에는 빠르게 발달하면서 JMA와 JTWC는 열대 폭풍으로 격상되었다고 발표하였고, 이후 JMA는 이 열대 폭풍을 국제 이름인 '초이완(CHOI-WAN)'으로 명명하였다. 9월 13일에 태풍 초이완은 계속해서 발달했으며 서쪽 방향으로 이동하면서 강한 열대 폭풍으로 바뀌었으며 늦은 시각에 JMA는 약한 태풍으로 커졌다고 발표하였다. 9월 14일에는 태풍 초이완은 남서쪽에 위치한 매우 큰 아열대성 고기압대를 따라 이동하면서 훨씬 강력해지면서 이후 풍속 220 km/h에 도달하고 사피어-심프슨 허리케인 등급 제4등급이 되었다.
이른 9월 15일에는 JTWC가 태풍 초이완은 슈퍼태풍으로 발달하였다고 보고했다. 이날 이후 JMA는 태풍 초이완이 10분최대풍속이 195 km/h에 이르렀고 중심기압이 915 hPa가되었다고 발표했다. 계속해서 강해진 이 태풍은 1분최대풍속이 260 km/h까지 도달해 2009년 전 세계에서 가장 일찍 사피어-심프슨 허리케인 등급 제5등급의 세력을 지닌 태풍이 되었다.
이 때 태평양은 높은 수온을 유지하고 있었기 때문에 태풍 초이완은 이른 9월 17일까지 최고로 강력한 세력을 유지하다가 더 이상 강력해지지 못하였으나 다시 조금 강력해져 JTWC에서는 10분최대풍속이 150 km/h가 되었다고 말하였다. 9월 19일에는 태풍이 강력해지는 요건이 갖추어지지 않은 바다를 통과하면서 태풍 초이완은 매우 빠르게 약화되었다. 계속해서 약해진 태풍 초이완은 일본 동북부 태평양을 지나 9월 21일, 결국 소멸되었다.
태풍 초이완(CHOI-WAN)은 홍콩에서 제출하였으며, 채운을 의미한다.

## 대비

### 마리아나 제도

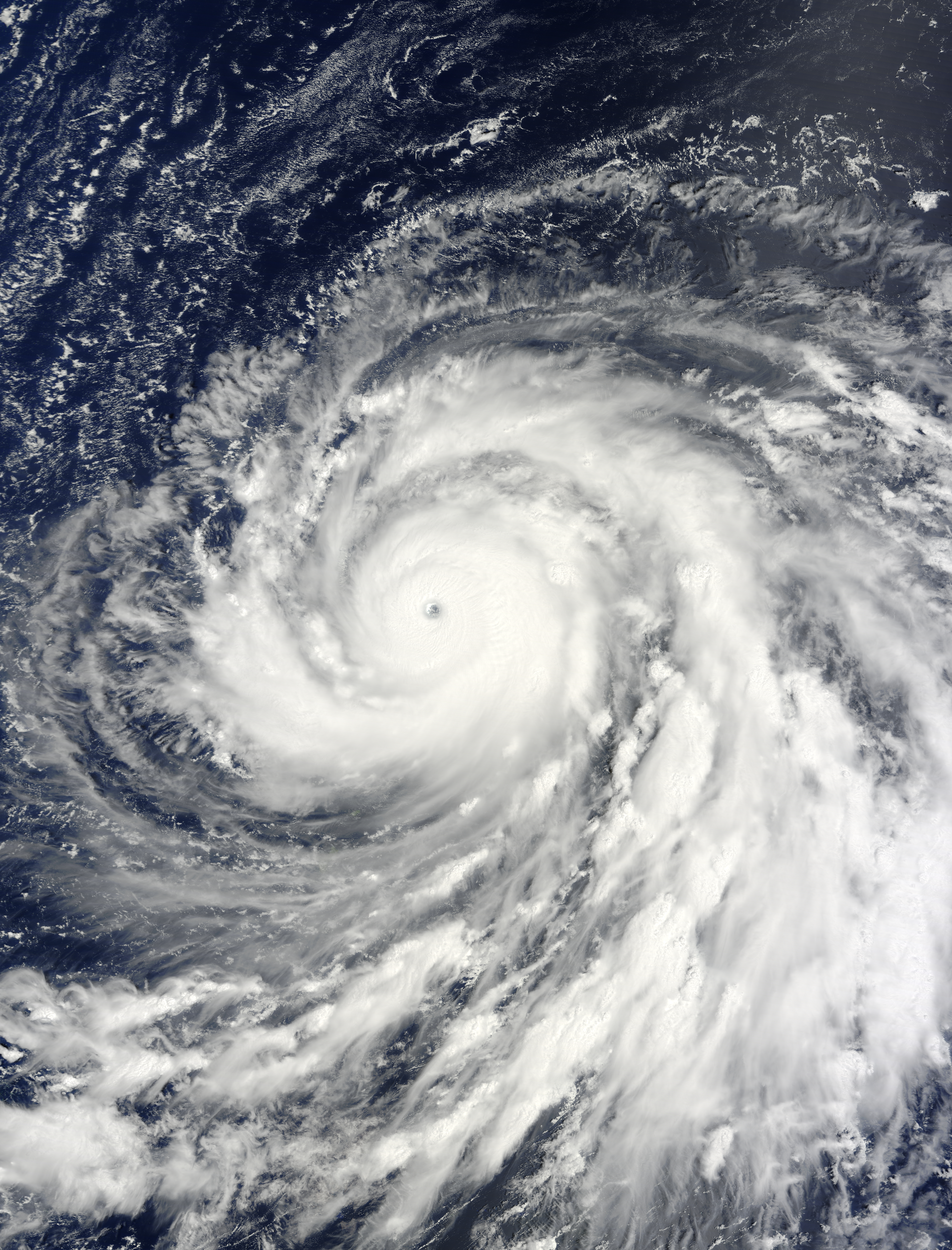
마리아나 제도 근처의 태풍 초이완

9월 12일, 괌에 위치한 미국 국립 기상 서비스센터에서는 JTWC에서 받은 자료들을 기초로 하여 티니안과 사이판에 태풍 주의보를 발령하고 괌과 로타에 태풍을 주시하라는 명령을 했다. 9월 13일에는 아그리한, 티니안, 사이판에 열대 폭풍 경보를 발령했다. 그러나 괌과 로타는 태풍 주시 명령에서 해제되었다. 이 경보는 늦은 9월 14일까지 지속되었으며, 이후 태풍 초이완이 크게 발달하면서 티니안의 경보는 해제되었고 사이판도 해제되어 열대 폭풍 경보는 없어졌고 태풍 경보로 격상되었다. 모든 경보는 9월 16일 오후까지 지속되었으나 이후 태풍 초이완이 마리아나 제도에서 벗어나자 전부 해제되었다.
마리아나 제도의 피난처는 9월 15일, 티니안과 사이판의 학교를 사용했으며 거의 모든 학교와 정부청사는 문을 닫았고 거주자는 집으로 돌아갔다. 9월 15일 매우 많은 양의 비가 내리자 사이판의 179명의 거주자들은 피난처를 찾아 돌아다녔다. 또 한 편의 비행편이 지연되었고 북마리아나 제도의 청소년농구대회는 취소되었다. 사이판의 총 270명의 거주자들이 피난했다.

### 일본
9월 16일, 나하에서 JMA가 태풍에 의한 강풍주의보를 발령하기 시작했으나 이후에 해제되었다. 그리고 JMA는 요코하마와 모지, 나하에 태풍경보를 발령했다. 이 경보는 9월 19일까지 지속되었고 이후 구시로와 오타루에도 태풍경보를 추가하였다. 그러나 이 경보는 태풍 초이완이 일본에서 멀어지자 요코하마와 구시로를 제외한 모든 지역들은 해제되었다. 요코하마와 구시로에서는 태풍 초이완이 매우 약해져 소멸하려고 할 때인 9월 20일까지 태풍경보는 계속되었다.

## 영향

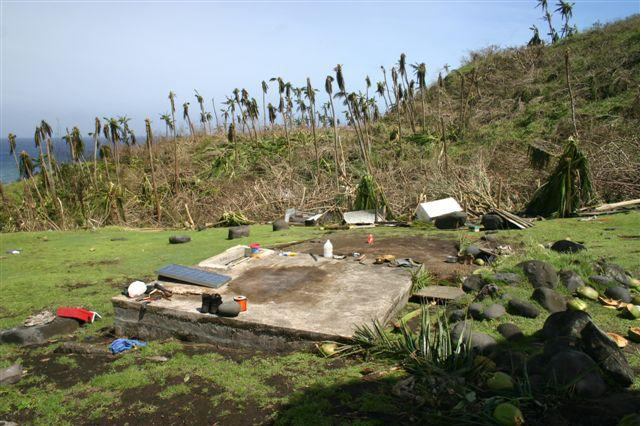
피해

9월 15일, 마리아나 제도의 알라마간 섬에서는 거의 10 km이내에 태풍 초이완의 눈이 통과했고 이 태풍은 230 km/h의 바람을 내면서 통과하였다. 태풍 초이완이 통과하기 전에 가장 최근에 마리아나 제도를 통과한 태풍은 2004년의 태풍 차바였다. 태풍 차바는 사피어-심프슨 허리케인 등급 제5등급으로 차바로 인해 매우 심한 피해와 광범위한 지역에 홍수가 났으나 태풍 초이완은 상대적으로 매우 적은 비가 내리게하였다. 이 태풍의 가장 큰 피해는 사이판에서 났는데 많은 나무가 부러지면서 거리에 나뒹굴었다. 전선이 끊겼고 하수구 파이프가 손상되었으나 태풍 초이완이 지난 후 고치기 시작했다. 가라판에서는 매우 적은 피해를 내어서 대략 1주일에 모든 복구가 가능할 것으로 예측했다. 알라마간 섬에서는 엄청나게 강력한 태풍이 지나갔음에도 불구하고 섬에 살고 있는 16명의 거주자가 안전했다. 미국 해군은 알라마간 섬은 매우 피해가 심해 전체 구조물 중 하나를 제외한 모든 구조물이 손상되었고 실험실과 연구소가 파괴되었고 나무도 쓰러졌다고 보고했다. 이 섬이 피해가 심했기 때문에 모든 거주자들의 대피가 시급하다고 판단하여 4일 된 아기를 포함한 6명의 가족들이 최초로 사이판에 대피하였고 4일 된 아기는 사이판의 병원으로 보내져 치료를 받았다.

## 같이 보기
- 2009년 태풍